# Kris Bryant
Pour les articles homonymes, voir Bryant.
Kris Bryant (né le 4 janvier 1992 à Las Vegas, Nevada, États-Unis) est un joueur de troisième but des Rockies du Colorado de la Ligue majeure de baseball.
Voté joueur par excellence de la saison 2016 dans la Ligue nationale à sa deuxième année dans les majeures, Bryant est élu recrue de l'année de la Nationale en 2015. 
Il remporte en 2013 le Golden Spikes Award remis annuellement au meilleur joueur amateur de baseball aux États-Unis et le trophée Dick Howser du meilleur joueur de baseball collégial ou universitaire.

## Carrière

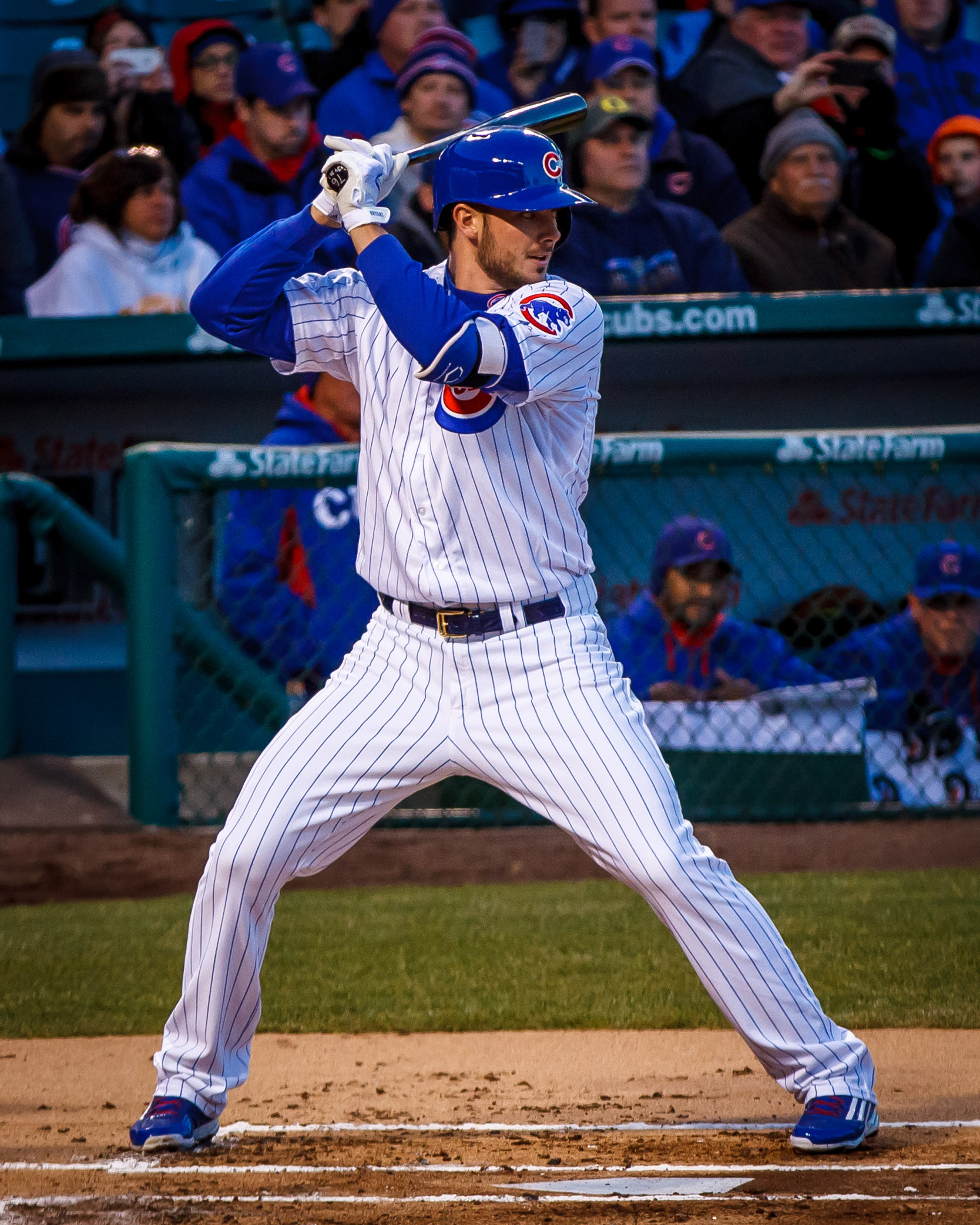
Kris Bryant le 27 avril 2015.

Kris Bryant est repêché par les Blue Jays de Toronto au 18 tour de sélection en 2010 alors qu'il évolue pour son école secondaire, la Bonanza High School de Las Vegas, mais il choisit de rejoindre les Toreros de l'université de San Diego. En 2013, il est le choix de première ronde des Cubs de Chicago et le second joueur sélectionné au total au repêchage amateur cette année-là après la sélection de Mark Appel par les Astros de Houston. Représenté par l'agent Scott Boras, Bryant signe un contrat avec les Cubs et reçoit une prime à la signature de 6,7 millions de dollars US.
Avant la saison de baseball 2014, Baseball America classe Bryant 8e sur sa liste annuelle des 100 meilleurs joueurs d'avenir, un classement où il arrive premier en février 2015,. USA Today et Baseball America le nomment meilleur joueur de l'année 2014 en ligues mineures, au terme d'une saison où il gradue au niveau Triple-A et compile entre les Smokies du Tennessee (Double-A) et les Cubs de l'Iowa un total de 160 coups sûrs, 43 coups de circuit, 110 points produits, 118 points marqués et 15 buts volés pour aller avec une moyenne au bâton de ,325, un pourcentage de présence sur les buts de ,438 et une moyenne de puissance de ,661 en 138 matchs joués.

### Saison 2015: recrue de l'année
Tous les regards sont tournés vers Bryant au camp d'entraînement des Cubs au printemps 2015, et il ne déçoit pas avec 9 circuits et une moyenne au bâton de ,425. Le club décide néanmoins de ne pas l'inclure sur l'effectif de l'équipe des majeures pour l'ouverture de la saison 2015 et l'assigne aux ligues mineures le 30 mars, à quelques jours de la fin du camp d'entraînement. La décision semble motivée par une technicalité qui permet aux Cubs, s'ils l'excluent de leur effectif un certain nombre de jours, de garder leurs droits sur le joueur jusqu'en 2021, ce qui repousse d'un an son éventuelle admissibilité à l'arbitrage salarial et au statut d'agent libre. La décision des Cubs est immédiatement décriée par l'Association des joueurs. Rappelé des mineures pour remplacer Mike Olt, blessé, il fait ses débuts dans le baseball majeur avec les Cubs de Chicago le 17 avril 2015 face aux Padres de San Diego à Wrigley Field. Il est retiré à chacun de ses 4 passages au bâton dans ce match, dont trois fois sur des prises. Le lendemain, 18 avril, il réussit son premier coup sûr dans les majeures : un simple qui produit un point pour Chicago aux dépens de Tyson Ross, le lanceur des Padres.
Bryant est élu meilleure recrue du mois de mai 2015 dans la Ligue nationale après avoir, notamment, frappé 7 circuits et récolté 22 points produits durant la période. Aucun membre des Cubs n'en avait obtenu autant en mai depuis les 29 points produits de Bob Speake en 1955. Il reçoit le même honneur pour août 2015, après avoir durant le mois frappé pour ,330 de moyenne au bâton avec 7 circuits, 20 points produits et une moyenne de puissance de ,622.
Le 11 septembre 2015, Bryant bat le record de points produits par une recrue des Cubs, abattant la marque de 86 établie par Billy Williams en 1961 et Geovany Soto en 2008. Le 22 septembre 2015, Bryant frappe contre Tyler Cravy des Brewers de Milwaukee son 26e circuit de la saison pour battre le record de 25 par une recrue des Cubs, établi en 1961 par Billy Williams. Sans surprise, Kris Bryant est le choix unanime pour le prix de la recrue de l'année 2015 dans la Ligue nationale.
Bryant est cependant aussi fréquemment retiré sur des prises. En 2015, il établit le nouveau record des majeures pour le plus grand nombre de retraits sur des prises pour un frappeur recrue avec 199, éclipsant la marque des majeures établie par Pete Incaviglia (185 retraits sur des prises avec Texas en 1986) et celle de la Ligue nationale (168 par Juan Samuel pour Philadelphie en 1984). Ses 199 retraits sur des prises sont aussi le nouveau record d'équipe des Cubs, dépassant les 174 de Sammy Sosa en 1997.

### Saison 2016: joueur par excellence de la Ligue nationale
Il remporte en 2016 le prix Hank Aaron pour la Ligue nationale.
Bryant est un champion de la Série mondiale 2016 avec les Cubs.
Kris Bryant est nommé joueur par excellence de la saison 2016 dans la Ligue nationale, alors qu'il est un choix presque unanime, dominant le scrutin avec 29 des 30 votes de première place, l'autre allant à Daniel Murphy des Nationals de Washington.